# Pamela Gueli
Pamela Gueli (Rivoli, 16 marzo 1990) è una calciatrice e giocatrice di calcio a 5 italiana.
In carriera ha giocato nel calcio femminile a 11, nel ruolo di attaccante fino all'estate 2015, scegliendo in seguito il calcio a 5 dove dalla stagione 2016-2017 milita nel Pescara futsal iscritta alla Serie A Élite. Ha inoltre acquisito notorietà mediatica con la partecipazione in qualità di cantante all'undicesima edizione di Amici di Maria De Filippi.

## Biografia

### La carriera calcistica
Nel luglio 2008 ha vinto gli Europei Under-19 con la nazionale italiana. Nella fase finale della competizione ha giocato quattro partite segnando tre gol e risultando così la migliore marcatrice delle azzurrine. Il sito dell'UEFA l'ha anche inclusa tra le dieci migliori giocatrici del torneo.
Nel 2011 viene ceduta in prestito alla Juventus Femminile come da sua richiesta. Con le bianconere rimarrà tre stagioni per accordarsi, nell'estate 2014, con l'Atletico Oristano.
Finita la stagione fa rientro nella sua Torino e si dedica al calcio a 5 e in forza alla Juventus, vince il campionato. Le sue qualità colpiscono il ct della Nazionale Futsal e viene convocata per uno stage. Nell'estate 2016 passa in forza presso ASD Pescara futsal femminile, dove inizierà il nuovo campionato in partenza ad ottobre 2016.
Tornata a giocare a calcio a 11 nel 2020, per tre stagioni veste la maglia del Pinerolo F.C., squadra piemontese che milita in Serie C femminile nel girone A.

### La carriera da cantante
Nel 2011 partecipa come cantante all'undicesima edizione di Amici di Maria De Filippi. Entra nella scuola il 5 novembre 2011 nella squadra verde di Rudy Zerbi. Il 17 gennaio 2012 Gueli, non essendo stata riconfermata dal suo insegnante, entra a far parte della squadra gialla di Grazia Di Michele. In seguito viene eliminata, durante la fase iniziale del programma, ad un esame di sbarramento.
Il 19 giugno viene pubblicato su YouTube il video ufficiale del suo primo singolo Senza maschera. Dal 13 luglio il singolo è scaricabile su iTunes.
Nel 2020 viene pubblicato il nuovo singolo Musica prodotta dall'etichetta discografica Tilt Music Production e disponibile in digital download e sulle piattaforme streaming.

### Discografia

#### Singoli
- 2012 - Senza maschera (Senza Base Records)
- 2020 - Musica (Tilt Music Production)

#### Videoclip
- 2012 - Senza maschera (regia di Carlo Infanti)
- 2020 - Musica (regia Skull Video - Prodotto da Tilt Pictures Entertainment)

## Palmarès

### Nazionale
- Campionato d'Europa under 19: 1

2008